# Mas d'en Sorder
El Mas de Sorder és un conjunt d'edificacions a Tarragona. Pertanyen a diferents èpoques i s'ordenen entorn un pati central on s'hi ubica, a més, la torre. La part més antiga la conformen la pròpia torre i l'edifici que hi ha al nord.

## Descripció
L'existència d'obertures d'arc conopial gòtic fan pal·lesa la seva antiguitat, que pot remuntar-se al segle xiv o XV. La part del coronament i la teulada són un afegit modern, segurament de quan es va construir la casa nova.
El mas vell el formen un conjunt de diferents cossos arrenglerats en dues plantes i de dimensions diverses que conserva encara una sèrie d'elements singulars com la porta principal, amb arc de carreus, i una gran arcada apuntada en el que seria el celler. També ressalta la finestra que s'obre damunt la porta principal, amb muntants de pedra picada i llinda decorada amb fals arquet conopial. Davant de l'antic mas hi ha un pati tancat amb un mur, i annexat a l'est es troben les antigues quadres i altres dependències.

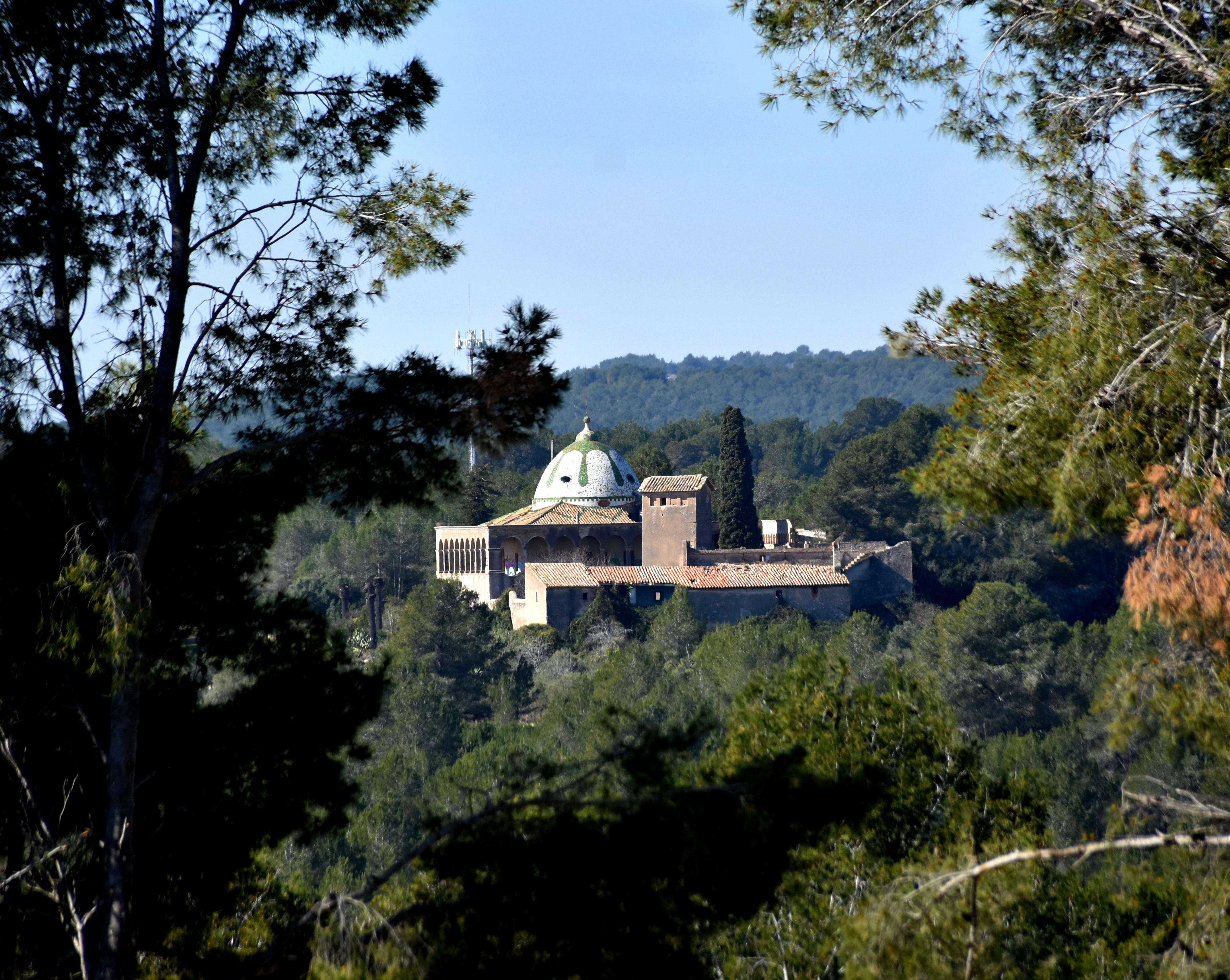
Vista del conjunt

Annexat a l'oest es troba un gran edifici construït a inicis del segle passat, que presenta una planta quadrangular i disposa també de dues plantes. La composició recorda la típica vil·la palatina barroca, amb una estructura radial que es desenvolupa a partir d'un espai central cobert per una impressionant cúpula revestida de mosaic ceràmic (trencadís).
La primera planta gira entorn una gran sala central circular coberta per una cúpula decorada interiorment amb esgrafiats. Com a elements de suport existeixen trams de paret verticals que s'interrompen per passos amples. En aquests espais l'element sustentant són unes columnes d'estil jònic. Al voltant d'aquesta sala existien diferents estades que actualment estan enrunades. Per fora, encara a cobert, existeix una porxada d'arcades per tot el perímetre. Només a la façana oposada a la principal, aquest corredor no s'obre a l'exterior, ja que la paret és cega. A aquesta primera planta, que no té connexió interior amb la planta baixa, s'hi accedeix per una escala situada a l'interior del pati. La planta baixa d'aquesta nova construcció fou destinada a la producció del vi. Tant l'antic mas com la seva ampliació d'inicis del segle passat s'inclouen dins la classificació de Bé Cultural d'Interès Local (BCIL, 2013).
La torre, per altra banda, és un edifici quadrat de 3'40 per 3'40 metres. La seva alçada original no es pot saber amb seguretat, atès que actualment es troba molt reformada. Aquesta fou construïda amb maçoneria amb els angles i les obertures reforçats amb carreus.

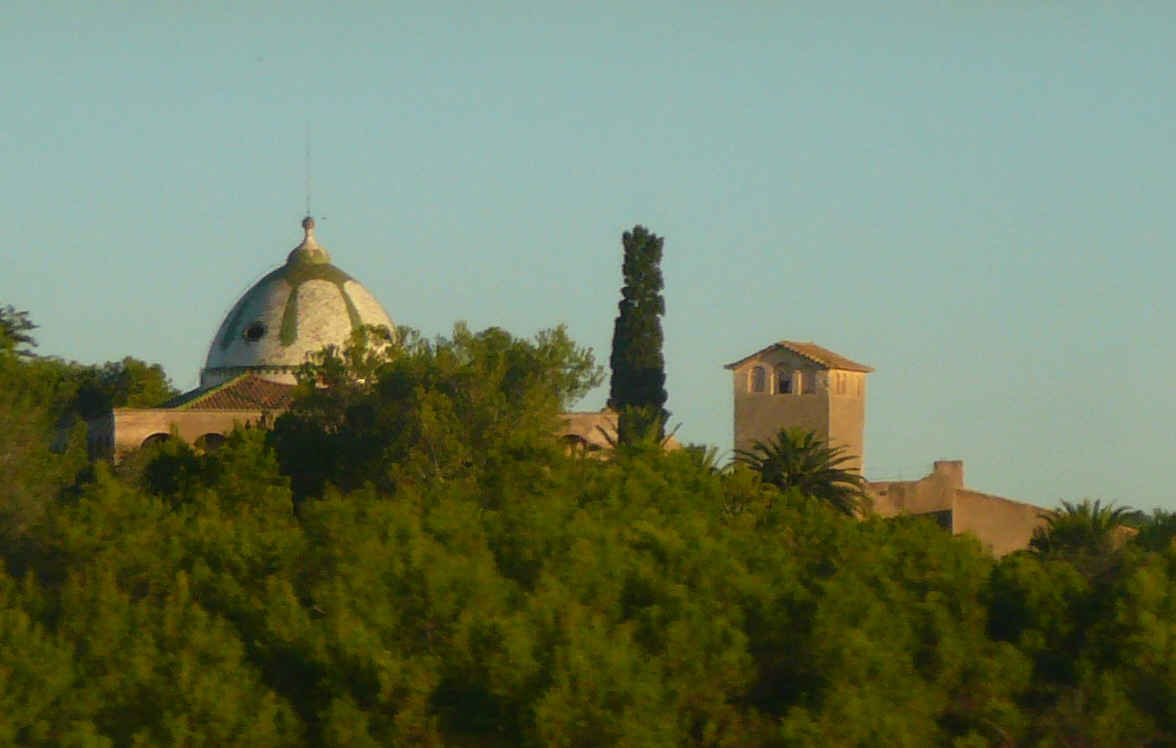
La cúpula i la torre, vistes de lluny

Les quatre façanes de la torre estan arrebossades, de manera que queden ocultes les possibles espitlleres i altres obertures. No apareix cap porta oberta a l'exterior i la comunicació amb el mas es realitza pel nord.
Dins la torre, en el primer pis hi ha una volta de canó rebaixada. La part superior de la construcció, que originalment deuria estar descoberta, presenta, avui en dia, un sostre a dues vessants.
Actualment només són visibles tres finestres. A l'alçada del segon pis s'obre, en la cara meridional, l'única finestra decoració amb muntants de pedra picada i llindar ornat amb fals arquet conopial, del mateix estil que la situada en la façana, la qual cosa és un indici de la contemporaneïtat d'ambdós edificis: torre i mas. Aquesta torre s'ha situat en el context de les freqüents incursions de pirates moros que assolaren les costes durant els segles xvi i xvii i té una consideració de Bé Cultural d'Interès Nacional (BCIN).
A la torre se li adossà l'antic mas destinat a l'explotació agrícola del territori proper que, a inicis del segle passat, es reconvertí en una residència d'estiueig, sense que això comportés perdre el seu caràcter rural.